# Cairo (província)
Cairo (em árabe: محافظة القاهرة‎; romaniz.: Muhāfazat al-Qāhira) é uma província (moafaza) do Egito sediada em Cairo. Possui 3 085 quilômetros quadrados e segundo censo de 2018, havia 9 717 324 habitantes.